# Албано-ливийские отношения
Албано-ливийские отношения — двусторонние дипломатические отношения между Албанией и Ливией.

## Признание нового правительства в 2011 году
29 марта 2011 года министр иностранных дел Албании Эдмонд Хакджинасто заявил, что Албания откроет своё воздушное пространство и территориальные воды для сил коалиции, и сообщил, что её морские порты и аэропорты находятся в распоряжении коалиции по запросу. Хакджинасто также предположил, что Албания могла бы внести «гуманитарный» вклад в международные усилия.
В середине апреля издание International Business Times перечислило Албанию вместе с несколькими другими странами-членами НАТО, включая Румынию, Болгарию, Грецию и Турцию, которые внесли свой вклад в военные усилия, хотя подробностей не приводилось.
18 июля МИД Албании объявило в своём заявлении следующее: «Правительство Албании поддерживает деятельность Переходного национального совета и его программу построения демократической Ливии и считает этот совет законным представителем ливийского народа». Ещё до признания Албания была стойким сторонником военной интервенции в Ливии.
22 августа МИД Албании поздравило «народ Ливии с окончанием диктаторского режима Муаммара Каддафи» и заявило, что будет работать над укреплением двусторонних отношений между Тираной и Триполи.
23 августа президент Албании Бамир Топи поздравил НПС с «историческим моментом свержения одного из диктаторских режимов нашей эпохи».
29 августа посольство Ливии в Тиране изменило свой флаг с зелёного знамени Каддафи на трёхцветный, принятый ПНС.